# Cimișlia
Cimișlia (russo Chimishliya) è una città nella parte meridionale della Moldavia, sulle rive del fiume Cogîlnic. Cimislia ha una popolazione di 11 997 abitanti secondo il censimento del 2014. È il centro amministrativo del distretto di Cimișlia. La città amministra anche tre villaggi: Bogdanovca Noua, Bogdanovca Veche and Dimitrovca.

## Storia
La prima menzione diretta di Cimișlia risale al 4 luglio 1620, quando lo studioso Vladimir Nicu spiegò che una leggenda locale attribuiva il suo nome alla città a partire da una parola di origini sconosciute che significava "ricchezza". Il prete Iacob Iusipescu, che compì il primo tentativo di redigere una storia scritta di Cimislia nel 1874, spiegò che in effetti era una parola di origini sconosciute ma che "cimis" era il nome dato agli operai edili e ai muratori a quel tempo, ed era usata indifferentemente sia dai Rumenti che dai Tartari.
L'origine del nome potrebbe anche risiedere in leggenda bucolica che narra la storia di due amanti, "Cimis si Lia" (Cimis e Lia), per i quali furono forgiati i primi gioielli, gli uccelli dedicano il loro canto e i ruscelli fecero la loro comparsa sulla terra.
Nei fatti però la realtà del posto è decisamente più dura. Nonostante nel 1827 Cimislia diventasse un centro amministrativo, molti dei suoi residenti morirono nel corso di un'epidemia e ci fu bisogno di un cimitero speciale nella parte sudorientale della città. Situata nelle steppe di Budjak, nei pressi del fiumiciattolo Cogîlnic, la città ha spesso sofferto a causa della siccità tipica della regione. Dimitrie Cantemir, riferendosi a questo fiume nella sua Descriptio Moldaviae, dice "...uno potrebbe dire che non trae origine da una sorgente: si riempie soltanto dopo le piogge autunnali e anche allora lo si potrebbe definire a stento un fiumiciattolo. Durante tutta l'estate è in secca..." Le cose non sono cambiate da allora.
Nel 1840 la località ricevette lo statuto di comune mercato. La sua prima scuola aprì nel 1844 e nel 1885 si aggiunse l'ospedale di Zemstva (che trattava sia animali che persone).
A cavallo tra le due guerre mondiali (1918–1940), Cimislia formà parte della contea di Tighina; più tardi, divenuta parte dell'Unione Sovietica, divenne un centro a sé stante.

## Localizzazione
Cimișlia si trova nel Distretto di Cimișlia, Moldavia, sulle rive del fiume Cogîlnic.
Si trova a 73 km dalla capitale, Chișinău, all'intersezione di molte importanti strade della nazione: è sul percorso da Chișinău a Bolgrad o Giurgiulești, ed è anche sulla strada da Tiraspol e Leova road. È a 30 km da Comrat, 57 km da Căușeni, 35 km da Hîncesti, 28 km da Basarabeasca, e 52 km da Leova, at latitude 46°30'10" N. longitude 28°48'30" E.
Il territorio cittadino copre un'area di 2084 km²; l'area limitrofa si estende fino a 146,12 km², tra cui 84,13 km² di terreni agricoli, inclusi frutteti e pascoli.

## Economia
L'economia consiste prevalententemente di un complesso agro-industriale con una rete ben sviluppata di prodotti agricoli lavorati, inclusa la carne, la selvaggina, gli alberi da frutto e la coltivazione del grano, così come la produzione vinicola.
La stazione ferroviaria di Cimișlia, che include una vasta rete di collegamenti verso i magazzini delle industrie e delle aziende commerciali della città, si trova nel villaggio Mihailovka ad una distanza di 12 km.